# NGC 2189
NGC 2189je jedan do danas nepotvrđen objekt u zviježđu Orionu. Sva promatranja poslije nisu na tom položaju uočila nikoji objekt.

## Vanjske poveznice
- SEDS: NGC 2189